# Joseph Coucoureux
Joseph Coucoureux, né le 18 octobre 1879 à Villefranche-de-Rouergue dans l'Aveyron et mort le 13 septembre 1964 dans sa ville natale, est un homme politique français.

## Biographie
Issu d'une vieille famille aveyronnaise établie à Villefranche-de-Rouergue depuis la fondation de la ville, il devient avocat au barreau de cette ville après des études de droit. Il entre en politique en 1907 en devenant conseiller général du canton de Rieupeyroux, succédant à son père. Il conserve ce mandat jusqu'à la chute de la Troisième République, il sera président de la commission des autobus et transports du conseil général de l'Aveyron dont il devient vice-président en 1928.
En 1919, il conduit aux élections législatives la Liste républicaine de défense nationale et de progrès social, qui remporte les élections dans le département. Proche de la Fédération républicaine, le grand parti conservateur de la période, il s'inscrit à son groupe parlementaire, l'Entente républicaine démocratique. Réélu en 1924 sur la Liste républicaine de paix nationale et de progrès sociale, il maintient son apparentement à la Fédération et rejoint le nouveau groupe de l'Union républicaine démocratique, qui prend la succession de l'Entente.
Nettement battu par le socialiste Paul Ramadier lors des élections législatives de 1928, qui ont cette fois lieu au scrutin uninominal à deux tours, il emporte un siège au Sénat lors du renouvellement de 1930. Il s'éloigne alors de la Fédération républicaine, qui entame alors une vive dérive à droite, et rejoint le grand groupe parlementaire modéré de la Chambre haute, l'Union républicaine, affiliée à l'Alliance démocratique.
Le 10 juillet 1940, il vote en faveur de la Remise des pleins pouvoirs au Maréchal Pétain. Il abandonne ensuite toutes ses fonctions politiques et se retire à Villefranche.

## Sources
- « Joseph Coucoureux », dans le Dictionnaire des parlementaires français (1889-1940), sous la direction de Jean Jolly, PUF, 1960 [détail de l’édition]